# Helminthosporium solani
Helminthosporium solani è un fungo ascomicete parassita delle piante. Provoca la scabbia argentata della patata.